# Campeonato Maranhense de Futebol de 1974
O Campeonato Maranhense de Futebol de 1974 foi a 53º edição da divisão principal do campeonato estadual do Maranhão. O campeão foi o Moto Club que conquistou seu 14º título na história da competição. O artilheiro do campeonato foi Riba, jogador do Sampaio Corrêa, com 7 gols marcados.

## Premiação
| Campeonato Maranhense de 1974  |
| São Luís                       |
| ------------------------------ |
| Moto Club Campeão (14º título) |